# Windischgarsten
Windischgarsten – gmina targowa w Austrii, w kraju związkowym Górna Austria, w powiecie Kirchdorf an der Krems. Liczy 2389 mieszkańców.

## Współpraca
Miejscowości partnerskie:
- Großenlüder, Niemcy